# Pavo de Nochebuena
El pavo de Nochebuena se come tradicionalmente durante el transcurso de la festividad cristiana de la Navidad en Europa y América, sobre todo en la noche de Nochebuena. Además, el pavo es característico del Día de Acción de Gracias en Estados Unidos y Canadá (véase Cena de Acción de Gracias), en ambos casos como sustituto del ganso. Mientras que la ingesta de pavo estaba restringida a determinadas ocasiones especiales, a día de hoy se consume durante todo el año formando parte de la dieta diaria.

## Características
En los lugares en los que el pavo es popular es fácil encontrarlo en cualquier mercado, supermercado o gran superficie. Se dispensa tanto horneado listo para ser presentado en la mesa, como entero o en forma de fiambre. Tanto fresco como congelado es apto para ser cocinado; como con la mayoría de alimentos, se prefiere el pavo fresco aunque su coste es mayor. Además, tras su incorporación plena a nuestra dieta, se presta fácilmente a ser un sustituto más sano y dietético a la carne de vacuno y de cerdo. 
A la hora de cocinar el pavo, hay división de opiniones. En su variante domesticada, presenta un sabor más suave y una carne más blanda y jugosa, causa de una alimentación y una crianza destinada al consumo; en contraposición, el pavo salvaje conserva un sabor más característico e intenso y una carne más fibrosa.

## Preparación
El pavo de Nochebuena, tras ser adecuadamente limpiado y vaciado, se cocina durante horas en el horno, a menudo mientras el cocinero prepara el resto de la cena. Según la receta, se rellena con otros alimentos y especias para hacerlo más sabroso o simplemente se hornea tal cual. En algunos lugares, particularmente en América del Sur, se fríe en una sartén con aceite o en una freidora habilitada para tal menester. A la hora de presentarlo, se incluyen diversos acompañamientos.

## Acompañamientos
En el Reino Unido, el pavo de Nochebuena se sirve con diferentes verduras entre las que encontramos patatas asadas, coles de Bruselas y zanahorias. En el norte de Gran Bretaña se usa la salsa de Arándanos como condimento esencial para el plato. En cambio, en el sur y en las zonas urbanas, donde los arándanos eran más difíciles de obtener, se usaba una salsa a base de miga de pan, aunque la actual disponibilidad de salsa de arándanos comercial ha fomentado su difusión en estas zonas.
En España se acompaña el pavo, una de las cenas más tradicionales históricamente, con el uso de verduras, como patatas (bien fritas o asadas), guisantes o coles. Sin embargo, no es común la utilización de salsas dulces para aderezar platos de carne. En su lugar se suele usar una salsa a base de aceite y jugos que el propio pavo suelta durante el horneado, que dependiendo de la zona puede llevar añadida ajo, zanahoria y/o cebolla. Además, se ha extendido en estos últimos años el uso de salsas a base de nata y especias, como el tomillo o la albahaca.